# Bundesrealgymnasium und Bundesoberstufenrealgymnasium Dornbirn-Schoren

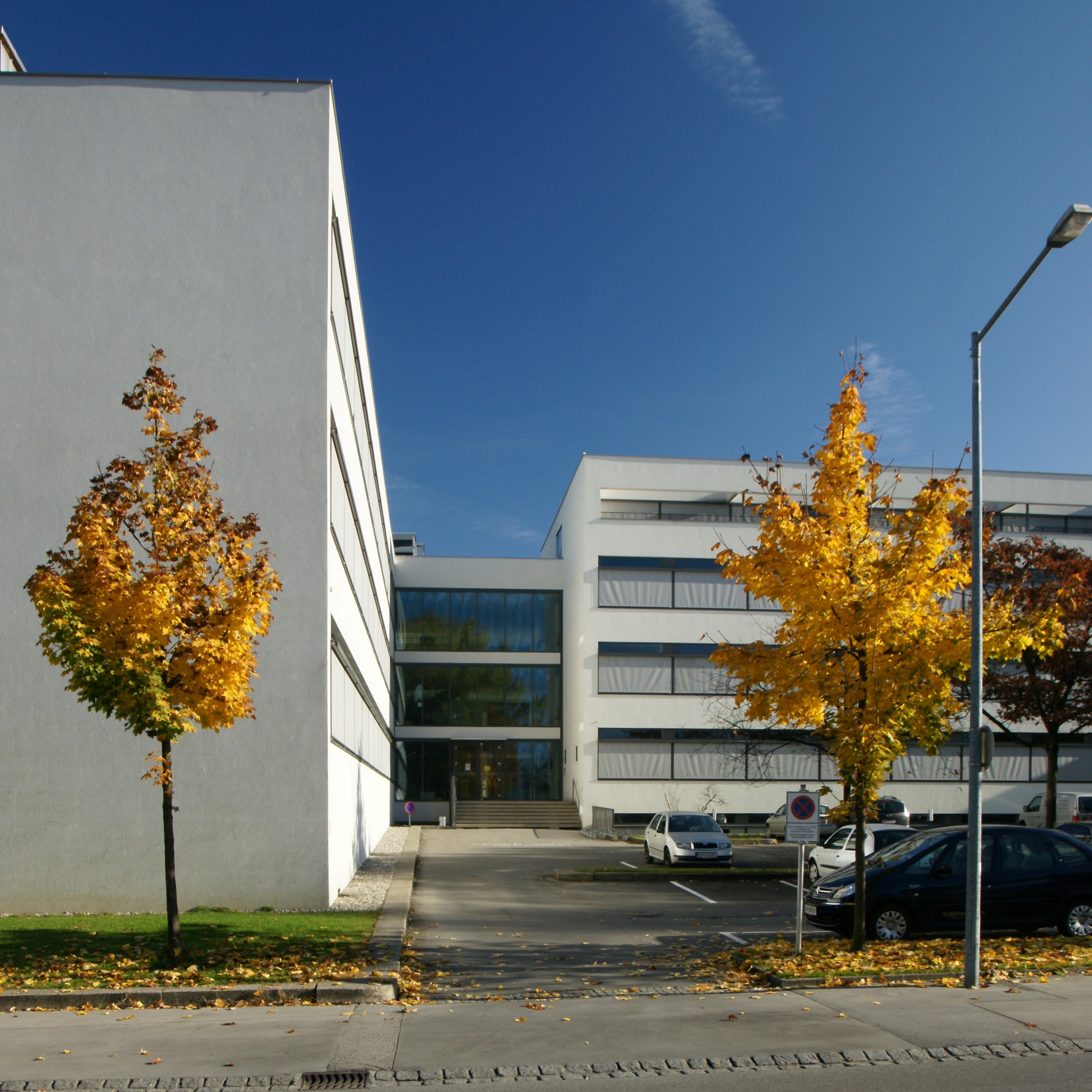
Blick von der Höchsterstraße aus

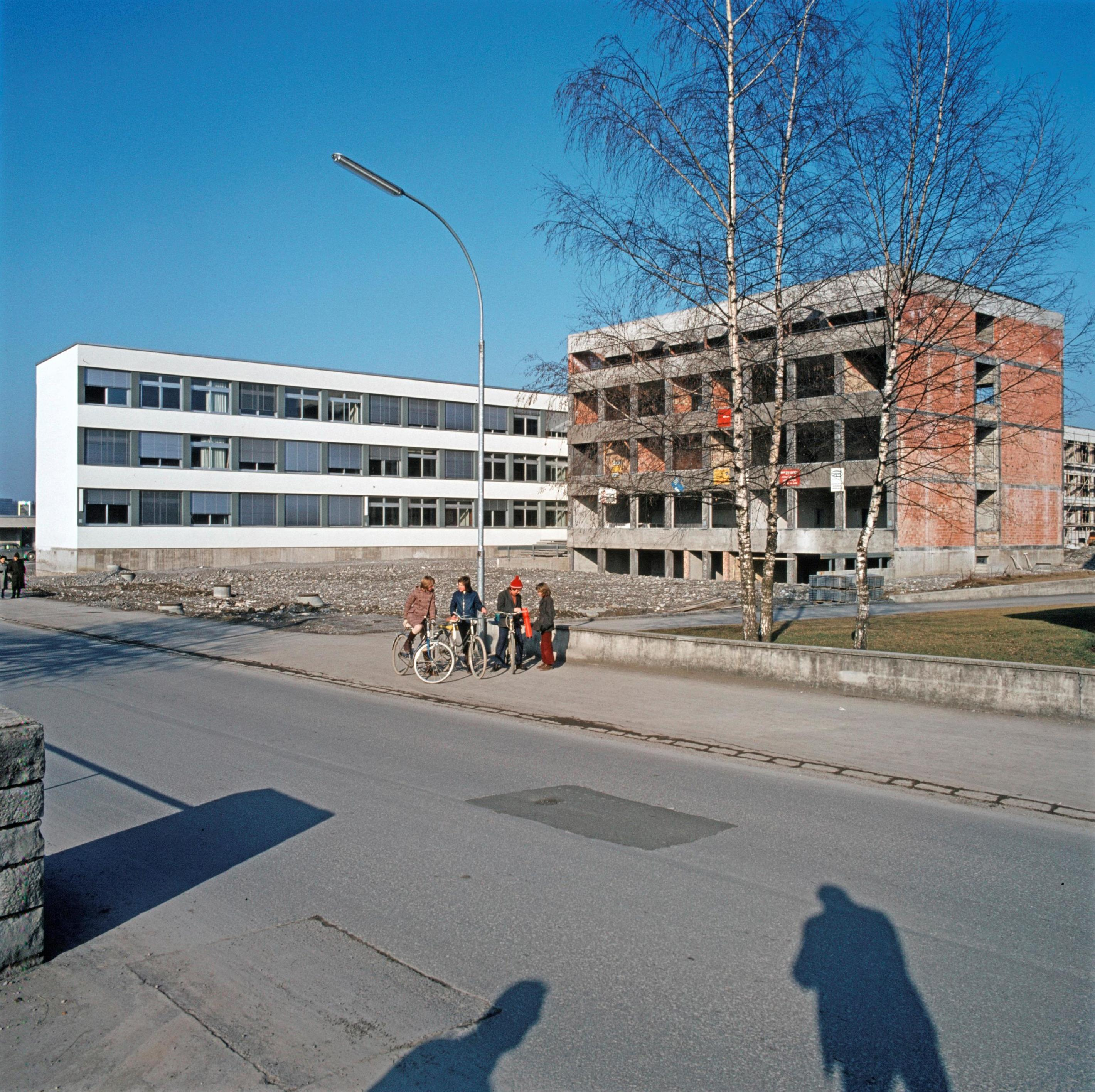
Blick auf den Rohbau der Schule im Jahr 1972

Das Bundesrealgymnasium und Bundesoberstufenrealgymnasium Dornbirn-Schoren (BRG und BORG Dornbirn-Schoren) ist ein Realgymnasium in der österreichischen Stadt Dornbirn im Bundesland Vorarlberg. 

## Schulorganisation
Sowohl Ober- als auch Unterstufenschüler im Alter von 10 bis 18 Jahren werden im zweiten Dornbirner Gymnasium seit 1972 unterrichtet. Die vier Oberstufenformen des „Schorens“, wie die Schule verkürzt nach dem Dornbirner Stadtbezirk Schoren genannt wird, enden jeweils nach vier Jahren mit der Reife- und Diplomprüfung (Matura) nach dem Lehrplan der AHS-Oberstufe. Jedes Jahr werden außerdem Schulsprecher gewählt, welche die Schule im Schülerinnenparlament vertreten. Hierbei gibt es den Schulsprecher, den ersten Stellvertreter und den zweiten Stellvertreter. Die Wahl findet demokratisch statt, wobei es eine Stichwahl gibt, sollte das Ergebnis nicht einer absoluten Mehrheit entsprechen.
Im Unterschied zum älteren Bundesgymnasium Dornbirn, welches auch als „Stadtgymnasium“ bezeichnet wird, wird das BRG und BORG Dornbirn-Schoren, welches der „Schoren“ oder „da Schora“ (im Dialekt) genannt wird, als Realgymnasium ohne sprachlichen Schwerpunkt geführt. Schulträger ist in beiden Fällen das Bundesministerium für Unterricht, Kunst und Kultur, also die Republik Österreich. Organisatorisch dem BRG und BORG Dornbirn-Schoren zugehörig war bis Juli 2010 auch das Sportgymnasium Dornbirn, welches ausschließlich Oberstufenschüler aufnimmt und seit dem Schuljahr 2010/11 eine selbständige Schule ist.

## Oberstufenzweige
Während die Klassen der Unterstufe in der Regel einheitlich nach dem Stundenplan der AHS-Unterstufe geführt werden, haben die Schüler der Oberstufe ab der fünften Klasse (9. Schulstufe) die Möglichkeit, sich für einen von vier angebotenen Schulzweigen zu entscheiden. Je nachdem, ob sich die Schüler für den Musischen, den Bildnerischen, den Informatik- oder den Naturwissenschaftlichen Zweig anmelden, wird der Lehrplan dementsprechend schwerpunktmäßig erweitert. Zudem ist es für alle Schüler der AHS-Oberstufe verpflichtend, eine zweite Fremdsprache neben Englisch zu erlernen. Dies kann am BORG Schoren entweder Latein oder Französisch sein. Allerdings gibt es auch sogenannte Wahlpflichtgegenstände, die es dem Schüler ermöglichen, zusätzliche Unterrichtsfächer, wie  Spanisch, Russisch oder Italienisch, aber auch bereits verpflichtende Fächer, wie Chemie oder Mathematik, zu belegen.